# Tom Dennis
Pour les articles homonymes, voir Dennis.
Tom Dennis est un joueur professionnel anglais de snooker et de billard né en 1882 et mort en janvier 1940.

## Carrière
Tom Dennis a été finaliste des championnats du monde de snooker en 1927, 1929, 1930 et 1931 mais a été battu à chaque fois par Joe Davis. Il a été très proche de gagner le titre en 1931 au Lounge Hall de Nottingham. Davis et Dennis étaient d'ailleurs les deux seuls participants. Tom Dennis a mené 14-10 puis 19-16 mais a finalement perdu 21-25. Il a également participé aux championnats du monde 1932 et 1933 mais a été battu en demi-finale.

## Palmarès
| Légende | Catégorie                      | Titres                         | Finales                        |
|         | Tournois classés               | 0                              | 0                              |
|         | Tournois non classés           | 0                              | 4                              |
|         | Tournois amateurs              | 1                              | 2                              |
| Gras    | Tournois de la triple couronne | Tournois de la triple couronne | Tournois de la triple couronne |

### Titres
| Saison | Nom du tournoi  | Lieu | Finaliste  | Score | Tableau |
| 1923   | Championnat BPA |      | Nat Butler |       |         |

### Finales perdues
| Saison | Nom du tournoi           | Lieu       | Vainqueur  | Score | Tableau |
| 1924   | Championnat BPA          |            | Nat Butler |       |         |
| 1927   | Championnat du monde     | Birmingham | Joe Davis  | 11-20 | Tableau |
| 1929   | Championnat du monde (2) | Birmingham | Joe Davis  | 14-19 | Tableau |
| 1930   | Championnat BPA (2)      |            | Nat Butler |       |         |
| 1930   | Championnat du monde (3) | Londres    | Joe Davis  | 12-25 | Tableau |
| 1931   | Championnat du monde (4) | Birmingham | Joe Davis  | 21-25 | Tableau |